# Chorwacja na Letnich Igrzyskach Olimpijskich 2004
Chorwację reprezentowało na XXVIII Letnich Igrzyskach Olimpijskich w Atenach 81 sportowców (15 kobiet i 66 mężczyzn) w 14 dyscyplinach. Był to 4 start Chorwatów na letnich igrzyskach olimpijskich.

## Zdobyte medale
| Medal  | Zawodnik | Dyscyplina sportowa  | Konkurencja                   |
| ------ | --- | -------------------- | ----------------------------- |
| Złoto  | Ivano Balić Davor Dominiković Mirza Džomba Slavko Goluža Nikša Kaleb Blaženko Lacković Venio Losert Valter Matošević Petar Metličić Vlado Šola Denis Špoljarić Goran Šprem Igor Vori Drago Vuković Vedran Zrnić | Piłka ręczna         | turniej drużynowy mężczyzn    |
| Srebro | Duje Draganja | Pływanie             | 50 m stylem dowolnym mężczyzn |
| Srebro | Siniša Skelin Nikša Skelin | Wioślarstwo          | dwójka bez sternika mężczyzn  |
| Brąz   | Mario Ančić Ivan Ljubičić | Tenis ziemny         | gra podwójna mężczyzn         |
| Brąz   | Nikołaj Peczałow | Podnoszenie ciężarów | do 69 kg mężczyzn             |